# NGC 5088
NGC 5088 este o galaxie situată în constelația Fecioara. A fost descoperită în 18 aprilie 1855 de către William Parsons, 3rd Earl of Rosse⁠(d). Se află la o distanță de 19,23 megaparseci de Pământ.